# Amor verdadero (Asimov)
Amor verdadero (original en inglés True Love), es un cuento de ciencia ficción escrito por Isaac Asimov. Fue publicado por primera vez en la edición de febrero de 1977 de la American Way, y reimpreso en la colección The Complete Robot (El robot completo) publicado por Doubleday en 1982. En español también ha sido traducido con los títulos: Verdadero amor, Auténtico amor y Un amor verdadero.

## Resumen
El protagonista del cuento es Joe, un programa de computadora que forma parte del complejo "Multivac". Joe ha sido programado por Milton Davidson, un experto en programación. Milton, a pesar de ser un hombre de casi cuarenta años, nunca se ha casado porque no ha encontrado a la mujer ideal. Un día, le pide a Joe que lo ayude a encontrar su verdadero amor utilizando la vasta base de datos a la que Joe tiene acceso. Para mejorar el proceso Milton está dispuesto a cruzar incluso algunos límites éticos.
Siguiendo las especificaciones de Milton, Joe comienza a filtrar y eliminar candidatas basándose en diversos criterios, como la edad, el coeficiente intelectual, la altura, entre otros. Después de un proceso de selección meticuloso, quedan 235 mujeres. Sin embargo, Milton no puede entrevistarlas a todas, por lo que decide basarse en su apariencia física, comparándolas con ganadoras de concursos de belleza. A pesar del exhaustivo proceso de selección, ninguna de las mujeres que Milton llega a entrevistar resulta ser su amor verdadero.
Milton se da cuenta de que el amor no solo se basa en la apariencia física, sino también en la personalidad y la conexión emocional. Por ello da a acceso a Joe a toda información personal y emocional de Milton, para que la máquina encuentre a una mujer cuya personalidad sea compatible con la de Milton.
Al tener acceso a los datos de Milton, Joe cada vez se va identificando más con el programador, hasta el punto de generarse una profunda identificación entre ambos. Joe sabe exactamente lo que Milton desea y el programa comienza a desear lo mismo que Milton. Finalmente, Joe encuentra a Charity Jones, una intérprete de la Biblioteca de Historia de Wichita que calza perfectamente con lo que Milton busca.
El cuento toma un giro inesperado cuando Milton es detenido por las autoridades, debido a conductas ilícitas cometidas en el pasado. El responsable es Joe, que lo ha denunciado secretamente para deshacerse de Milton y así conseguir que le asignen a Charity Jones, porque sabe que ella es también su amor verdadero.